# Ordine Svedese dei Massoni

Croce dell'Ordine Massonico Svedese

L'Ordine svedese dei massoni è un ordine fraterno svedese della massoneria, fondato nel 1735 come il più antico ordine fraterno svedese ancora attivo. È la manifestazione nativa svedese del rito svedese, riconosciuta dalla Gran Loggia Unita d'Inghilterra come giurisdizione massonica regolare. Il numero totale dei soci è 16.500.

## Organizzazione
I membri sono divisi in 43 logge di San Giovanni, 23 logge di San Andrea per i gradi IV-VI e infine 7 Capitoli per i gradi VII-X. Vi sono anche una loggia atta alla ricerca e una loggia degli amministratori.

## Iscrizione
Secondo tutte le indicazioni del rito svedese, tutti i membri devono essere uomini dotati di spirito cristiano. Per diventare membro è inoltre necessario essere raccomandato da altri due membri già inseriti nell'Ordine.
L'Ordine Svedese dei Massoni, Gran Loggia di Svezia è un'organizzazione in cui uomini provenienti da diversi ceti sociali si incontrano in uno spirito cristiano per sviluppare pienamente il loro potenziale di maturazione personale e in circostanze dignitose per incontrare i propri simili.